# Otto Kapp von Gültstein

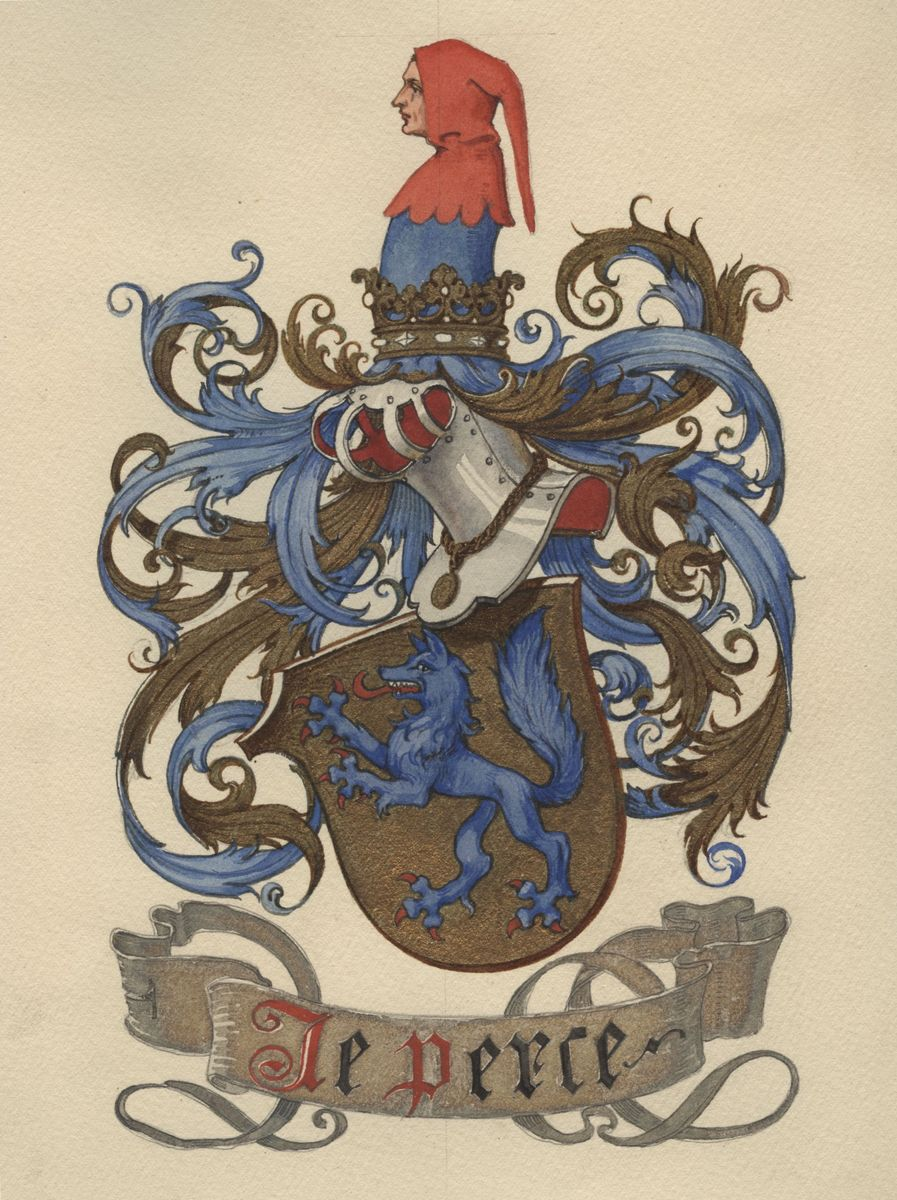
Wappen des Otto Kapp von Gültstein

Otto Kapp von Gültstein, nobilitiert 1905 (* 1. August 1853 in Rottenburg am Neckar als Otto Kapp; † 19. Oktober 1920 in Gültstein) war ein deutscher Eisenbahn-Ingenieur und Eisenbahnpionier, der vor allem beim Bau der Bagdadbahn Bedeutung erlangte.

## Kindheit und Jugend
Otto Kapp wurde als Sohn eines Lehrers am 1. August 1853 als ältestes von elf Kindern geboren. Eine Verwandtschaft zu dem Geschlecht der Gültsteiner aus dem 14. Jahrhundert besteht nicht. Beeinflusst durch Wilhelm von Pressel, der als Ingenieur bei der Brennerbahn und den Orientbahnen mitwirkte, entwickelte sich seine Neigung zum Ingenieurwesen. 1867 beendete er sein Studium an der Polytechnischen Oberschule Stuttgart mit glänzenden Leistungen.

## Beruf
Seine erste Anstellung erhielt er bei der königlich württembergischen Eisenbahn in Herrenberg und Dornstetten. Danach arbeitete er in Norddeutschland und in den Niederlanden. Nach dem bestandenen Staatsexamen wurde er zum Regierungsbaumeister (Assessor in der öffentlichen Bauverwaltung) ernannt.
Ab 1880 arbeitete er als einfacher Zeichner in Belgrad in einem Planungsbüro; als es nach zwei Jahren wegen Finanzschwierigkeiten schließen musste, ging Otto Kapp nach Konstantinopel zum deutschen Planungsbüro der Bagdadbahn.
1887 leitete er für ein Jahr die Arbeiten am Kanal von Korinth. 1888 heiratete er Olga Elisabeth von Kronhelm, mit der er vier Kinder hatte, darunter die spätere Journalistin Nora von Beroldingen. In den folgenden zehn Jahren baute er für die anatolischen Eisenbahnen das Teilstück der Bagdadbahn von Imit nach Ankara.
Otto Kapp wurde 1905 von König Wilhelm II. in den Adelsstand erhoben und nannte sich seitdem Otto Kapp von Gültstein. 1913 wurde ihm die Ehrenbürgerwürde von Herrenberg-Gültstein verliehen.
1914 wurde er mit Ausbruch des Ersten Weltkriegs zum Angehörigen eines Feindstaats, nach 32 Jahren wurde er nun von seinem Chef und Freund Graf Vitali entlassen. Er zog er sich auf das von ihm errichtete Schloss Gültstein zurück.
Seine Gesundheit war angegriffen, und ein Fuß musste amputiert werden. Am 19. Oktober 1920 starb Otto Kapp von Gültstein und wurde in der ottomanischen Grabkapelle auf dem Gültsteiner Friedhof in unmittelbarer Nähe zu „seiner Eisenbahn“ beigesetzt.
Otto Kapp von Gültstein war Ehrenmitglied der Burschenschaft Virtembergia Stuttgart im ADB.